# Nicola Amoruso
Nicola Amoruso (Cerignola, 29 agosto 1974) è un dirigente sportivo ed ex calciatore italiano, di ruolo attaccante.
Ha militato in 13 squadre in Serie A, andando in gol con 12 di esse: entrambi i traguardi costituiscono un record (il secondo dei quali condiviso con Marco Borriello) per il calcio italiano. Detiene un altro singolare primato: limitatamente alla massima serie, in cui ha realizzato 113 reti, è il più prolifico tra gli attaccanti italiani che non hanno mai indossato la maglia della nazionale maggiore.
In carriera ha totalizzato 474 partite e 150 gol con le squadre di club, più 4 presenze e una rete nella nazionale Under-21, con la quale è stato campione d'Europa nel 1996.

## Biografia
Ha tre fratelli, due dei quali hanno provato la carriera calcistica, e una sorella minore. Amoruso è sposato dal 2006 e ha due figlie: Giulia nata nel 2002 e Maria Ludovica nata nel 2006.

## Caratteristiche tecniche
Era un centravanti tecnicamente dotato e rapido nei movimenti.

## Carriera

### Giocatore

#### Club

##### Gli inizi, Fidelis Andria

Amoruso esulta per la Fidelis Andria nella stagione 1994-1995

Inizia la carriera nel Trinitapoli, passando successivamente al settore giovanile della Sampdoria. Con i blucerchiati esordisce in Serie A il 12 dicembre 1993 nell'incontro Inter-Sampdoria. Nel corso della stagione colleziona otto presenze e tre gol, vincendo il suo primo trofeo, la Coppa Italia.
Non trovando spazio nella Sampdoria, nella sessione estiva del mercato 1994 si trasferisce alla Fidelis Andria, società militante nel campionato di Serie B, dove gioca 34 partite e segna 15 gol.

##### Padova e Juventus
La stagione successiva si trasferisce al Padova: al ritorno nella massima serie disputa un buon campionato con 33 presenze e 14 gol; il Padova termina tuttavia all'ultimo posto in classifica.
L'annata di Amoruso attira l'attenzione della Juventus, che lo acquista nell'estate del 1996 per 7 miliardi di lire. Nella prima stagione colleziona 23 presenze e 4 gol, nella stagione successiva solo 10 presenze con 2 gol, e in quella seguente 20 presenze e 3 gol. In maglia bianconera conquista due scudetti e una Supercoppa Europea, e tra campionato e coppe nazionali e internazionali ha collezionato 103 presenze siglando 29 reti.

##### Continui cambi di maglia
Dal 1999 al 2005 ha cambiato squadra in ogni stagione, pur restando sempre in Serie A: Perugia (1999-2000), con 25 presenze e 11 gol, Napoli (2000-2001), con 30 presenze e 10 gol, di nuovo alla Juventus nel 2001-2002, dove vince un altro scudetto (9 presenze e nessun gol in campionato ma ben 6 centri in 7 partite in Coppa Italia, di cui è capocannoniere), di nuovo al Perugia nel 2002 (7 presenze) che lo gira poi in prestito al Como nel gennaio 2003, dove ottiene 14 presenze e 6 gol.
Nel 2003 passa al Modena (25 presenze e 5 gol) ma la squadra retrocede e il giocatore si svincola con una sostanziosa buonuscita. Nell'estate 2004 si accasa con il neopromosso Messina, dove colleziona 22 presenze e 5 gol.

##### Reggina
Nell'estate del 2005 passa alla Reggina, dove gioca con continuità per tre stagioni, ottenendo il massimo della presenze con una squadra (96, tutte in Serie A) e realizzando il massimo di reti (40) sempre con la stessa maglia. Nella stagione 2006-2007 forma assieme al compagno Rolando Bianchi la coppia di attaccanti migliore del campionato, con 35 reti complessive (17 per lui e 18 per Bianchi).
Il 4 maggio 2008 in Catania-Reggina (1-2) segna una doppietta importante, che oltre a permettere agli amaranto di ottenere la prima vittoria in trasferta dopo un anno, gli permette di raggiungere quota 100 gol in A, diventando così il primo giocatore nella storia del campionato italiano ad avere raggiunto il prestigioso traguardo segnando con nove maglie diverse, nonché il miglior goleador fra i quattro centenari del gol italiani a non avere mai giocato con la nazionale maggiore (gli altri sono Gino Armano, Lorenzo Bettini e Pietro Paolo Virdis).

##### Ultimi anni
Nell'estate 2008 viene acquistato a titolo definitivo dal Torino, per 3 milioni di euro. Con la maglia granata colleziona 20 presenze e 4 gol. Nella sessione invernale del calciomercato viene ceduto in prestito con diritto di riscatto della compartecipazione al Siena. La società toscana non lo riscatta, pertanto fa ritorno al Torino, retrocesso nel frattempo in Serie B.
Il 28 agosto 2009 viene ceduto a titolo definitivo al Parma, neopromosso in Serie A, con cui esordisce il 13 settembre 2009 nella sconfitta esterna contro l'Inter. Segna il suo primo gol, su rigore, fuori contro la Lazio, che vale il 2-1 finale alla squadra emiliana. Torna a segnare 2 mesi dopo contro la Fiorentina a Firenze il gol del momentaneo pareggio (partita finita 3-2 a favore dei ducali), Si ripete nella giornata successiva realizzando su calcio di rigore il definitivo pareggio nella partita casalinga contro il Napoli. Il 13 dicembre 2009 decide il derby dell'Emilia contro il Bologna, dopo avere sbagliato un rigore segna infatti il gol del definitivo 2-1, mentre il 6 gennaio firma il gol del momentaneo pareggio nella partita contro la Juventus.
La sua avventura al Parma si conclude (con 5 reti in 17 presenze) il 29 gennaio 2010, data in cui si trasferisce all'Atalanta a titolo definitivo. Due giorni dopo debutta in campionato con la maglia degli orobici, subentrando a pochi minuti dal termine della partita in trasferta disputata contro la Sampdoria. Il 28 marzo segna la sua prima rete in maglia nerazzurra nella sconfitta a Torino contro la Juventus per 2-1; questa rete gli ha permesso di andare a segno con la dodicesima squadra diversa nella massima serie italiana. La stagione successiva rimane a Bergamo senza venir comunque inserito nelle liste di presentazione alla Lega di Serie B.
Scaduto il contratto, si svincola dalla squadra bergamasca. Dopo un inizio di preparazione tornando a Perugia in Seconda Divisione, il 29 agosto 2011, giorno del suo trentasettesimo compleanno, decide di ritirarsi dall'attività agonistica.

#### Nazionale
Nel 1996 partecipa al campionato europeo Under-21: il 28 maggio a Barcellona disputa la semifinale contro la Francia, terminata con il punteggio di uno a zero. Il 31 maggio, sempre a Barcellona, disputa la finale contro la Spagna, vinta ai calci di rigore dopo che i tempi regolamentari erano terminati sul punteggio di uno a uno. Sempre nel 1996 viene incluso nella lista dei convocati per i Giochi olimpici di Atlanta in qualità di riserva a casa.

### Dirigente
Il 15 settembre 2011 viene nominato responsabile del coordinamento dell'attività del Settore Giovanile della Reggina, lavorando con i tecnici delle varie formazioni giovanili, su tutti quelli della Primavera e degli Allievi Nazionali. Nel novembre del 2012 consegue la qualifica da direttore sportivo a Coverciano. Il 15 maggio 2013 viene ingaggiato dal Palermo, neo-retrocesso in Serie B, come direttore sportivo, a partire dal mese di giugno. È stato voluto dal direttore generale della società Patricio Teubal, con cui Amoruso ha svolto il corso di direttore sportivo, ed è stato presentato il 31 maggio seguente. Il 6 agosto 2013 rescinde consensualmente il suo contratto con il Palermo per motivi personali.

## Statistiche

### Presenze e reti nei club
| Stagione            | Squadra         | Campionato      | Campionato | Campionato | Coppe nazionali | Coppe nazionali | Coppe nazionali | Coppe continentali | Coppe continentali | Coppe continentali | Altre coppe | Altre coppe | Altre coppe | Totale | Totale |
| Stagione            | Squadra         | Comp            | Pres       | Reti       | Comp            | Pres            | Reti            | Comp               | Pres               | Reti               | Comp        | Pres        | Reti        | Pres   | Reti   |
| ------------------- | --------------- | --------------- | ---------- | ---------- | --------------- | --------------- | --------------- | ------------------ | ------------------ | ------------------ | ----------- | ----------- | ----------- | ------ | ------ |
| 1993-1994           | Sampdoria       | A               | 8          | 3          | CI              | 2               | 0               | -                  | -                  | -                  | -           | -           | -           | 10     | 3      |
| 1994-1995           | Fidelis Andria  | B               | 34         | 15         | CI              | 1               | 0               | -                  | -                  | -                  | -           | -           | -           | 35     | 15     |
| 1995-1996           | Padova          | A               | 33         | 14         | CI              | 1               | 1               | -                  | -                  | -                  | -           | -           | -           | 34     | 15     |
| 1996-1997           | Juventus        | A               | 23         | 4          | CI              | 4               | 1               | UCL                | 7                  | 4                  | SU+CInt     | 1+0         | 1+0         | 35     | 10     |
| 1997-1998           | Juventus        | A               | 10         | 2          | CI              | 4               | 2               | UCL                | 4                  | 2                  | SI          | 0           | 0           | 18     | 6      |
| 1998-1999           | Juventus        | A               | 20         | 3          | CI              | 3               | 1               | UCL                | 5                  | 2                  | SI          | 0           | 0           | 28     | 6      |
| 1999-2000           | Perugia         | A               | 25         | 11         | CI              | 3               | 0               | Int                | -                  | -                  | -           | -           | -           | 28     | 11     |
| 2000-2001           | Napoli          | A               | 30         | 10         | CI              | 2               | 0               | -                  | -                  | -                  | -           | -           | -           | 32     | 10     |
| 2001-2002           | Juventus        | A               | 9          | 0          | CI              | 7               | 6               | UCL                | 6                  | 1                  | -           | -           | -           | 22     | 7      |
| Totale Juventus     | Totale Juventus | Totale Juventus | 62         | 9          |                 | 18              | 10              |                    | 22                 | 9                  |             | 1           | 1           | 103    | 29     |
| 2002-gen. 2003      | Perugia         | A               | 7          | 0          | CI              | 1               | 0               | Int                | -                  | -                  | -           | -           | -           | 8      | 0      |
| Totale Perugia      | Totale Perugia  | Totale Perugia  | 32         | 11         |                 | 4               | 0               |                    | -                  | -                  | -           | -           | -           | 36     | 11     |
| gen.-giu. 2003      | Como            | A               | 14         | 6          | CI              | 0               | 0               | -                  | -                  | -                  | -           | -           | -           | 14     | 6      |
| 2003-2004           | Modena          | A               | 25         | 5          | CI              | 1               | 0               | -                  | -                  | -                  | -           | -           | -           | 26     | 5      |
| 2004-2005           | Messina         | A               | 22         | 5          | CI              | 2               | 1               | -                  | -                  | -                  | -           | -           | -           | 24     | 6      |
| 2005-2006           | Reggina         | A               | 29         | 11         | CI              | 0               | 0               | -                  | -                  | -                  | -           | -           | -           | 29     | 11     |
| 2006-2007           | Reggina         | A               | 34         | 17         | CI              | 2               | 0               | -                  | -                  | -                  | -           | -           | -           | 36     | 17     |
| 2007-2008           | Reggina         | A               | 33         | 12         | CI              | 0               | 0               | -                  | -                  | -                  | -           | -           | -           | 33     | 12     |
| Totale Reggina      | Totale Reggina  | Totale Reggina  | 96         | 40         |                 | 2               | 0               |                    | -                  | -                  | -           | -           | -           | 98     | 40     |
| 2008-gen. 2009      | Torino          | A               | 20         | 4          | CI              | 3               | 0               | -                  | -                  | -                  | -           | -           | -           | 23     | 4      |
| gen.-giu. 2009      | Siena           | A               | 6          | 0          | CI              | 0               | 0               | -                  | -                  | -                  | -           | -           | -           | 6      | 0      |
| ago. 2009           | Torino          | B               | 0          | 0          | CI              | 1               | 0               | -                  | -                  | -                  | -           | -           | -           | 1      | 0      |
| Totale Torino       | Totale Torino   | Totale Torino   | 20         | 4          |                 | 4               | 0               |                    | -                  | -                  | -           | -           | -           | 24     | 4      |
| ago. 2009-gen. 2010 | Parma           | A               | 17         | 5          | CI              | 0               | 0               | -                  | -                  | -                  | -           | -           | -           | 17     | 5      |
| gen.-giu. 2010      | Atalanta        | A               | 15         | 1          | CI              | 0               | 0               | -                  | -                  | -                  | -           | -           | -           | 15     | 1      |
| 2010-2011           | Atalanta        | B               | 0          | 0          | CI              | 0               | 0               | -                  | -                  | -                  | -           | -           | -           | 0      | 0      |
| Totale Atalanta     | Totale Atalanta | Totale Atalanta | 15         | 1          |                 | 0               | 0               |                    | -                  | -                  | -           | -           | -           | 15     | 1      |
| Totale carriera     | Totale carriera | Totale carriera | 414        | 128        |                 | 37              | 12              |                    | 22                 | 9                  |             | 1           | 1           | 474    | 150    |

## Palmarès

### Club

#### Competizioni nazionali
- Coppa Italia: 1

Sampdoria: 1993-1994
- Campionato italiano: 3

Juventus: 1996-1997, 1997-1998, 2001-2002
- Supercoppa italiana: 1

Juventus: 1997
- Campionato italiano di Serie B: 1

Atalanta: 2010-2011

#### Competizioni internazionali
- Coppa Intercontinentale: 1

Juventus: 1996
- Supercoppa UEFA: 1

Juventus: 1996

### Nazionale
- Campionato d'Europa Under-21: 1

1996

### Individuale
- Capocannoniere della Coppa Italia: 1

2001-2002 (6 gol)